# Confort-Meilars
Confort-Meilars è un comune francese di 904 abitanti situato nel dipartimento del Finistère nella regione della Bretagna.

## Società

### Evoluzione demografica
Abitanti censiti